# Pedro de la Rosa
Pedro Martínez de la Rosa, španski dirkač Formule 1, * 24. februar 1971.

## Dirkaški rezultati

### Pregled rezultatov
| Sezona | Serija                   | Moštvo                | Dirke         | Pole          | Zmage         | Toč           | Uvr           |
| ------ | ------------------------ | --------------------- | ------------- | ------------- | ------------- | ------------- | ------------- |
| 1989   | Španska Formula Fiat     | Ofensiva Uno - Meycom | 7             | ?             | 2             | ?             | 1.            |
| 1990   | Španska Formula Ford     | Racing for Spain      | 10            | ?             | 8             | ?             | 1.            |
| 1990   | Britanska Formula Ford   | Racing for Spain      | 6             | ?             | 0             | ?             | ?             |
| 1990   | Formula Ford Festival    | ?                     | 1             | 0             | 0             | ?             | 12.           |
| 1991   | Španska Formula Renault  | Racing for Spain      | 10            | ?             | 0             | ?             | 4.            |
| 1992   | Evropska Formula Renault | Racing for Spain      | 3             | ?             | 2             | ?             | 1.            |
| 1992   | Formula Renault VB       | Racing for Spain      | 14            | 0             | 3             | 153           | 1.            |
| 1993   | Britanska Formula 3      | West Surrey Racing    | 14            | 0             | 0             | 18            | 6.            |
| 1993   | Velika nagrada Macaa     | West Surrey Racing    | 1             | 0             | 0             | ?             | NC            |
| 1993   | Masters Formule 3        | West Surrey Racing    | 1             | 0             | 0             | ?             | 9.            |
| 1994   | Britanska Formula 3      | Racing for Spain      | 17            | 0             | 0             | 6             | 19.           |
| 1995   | Japonska Formula 3       | TOM'S                 | 9             | 8             | 8             | 54            | 1.            |
| 1995   | Velika nagrada Macaa     | TOM'S                 | 1             | 0             | 0             | ?             | 3.            |
| 1996   | Formula Nippon           | Team Nova             | 10            | 0             | 0             | 13            | 8.            |
| 1996   | Velika nagrada Macaa     | Paul Stewart Racing   | 1             | 0             | 0             | ?             | 7.            |
| 1997   | Formula Nippon           | Team Nova             | 10            | 4             | 6             | 82            | 1.            |
| 1997   | Japonsko prvenstvo GT    | TOM'S                 | 6             | ?             | 2             | ?             | 1.            |
| 1998   | Formula 1                | Jordan                | Testni dirkač | Testni dirkač | Testni dirkač | Testni dirkač | Testni dirkač |
| 1999   | Formula 1                | Arrows                | 16            | 0             | 0             | 1             | 18.           |
| 2000   | Formula 1                | Arrows                | 17            | 0             | 0             | 2             | 16.           |
| 2001   | Formula 1                | Prost                 | Testni dirkač | Testni dirkač | Testni dirkač | Testni dirkač | 16.           |
| 2001   | Formula 1                | Jaguar                | 13            | 0             | 0             | 3             | 16.           |
| 2002   | Formula 1                | Jaguar                | 17            | 0             | 0             | 0             | 21.           |
| 2003   | Formula 1                | McLaren               | Testni dirkač | Testni dirkač | Testni dirkač | Testni dirkač | Testni dirkač |
| 2004   | Formula 1                | McLaren               | Testni dirkač | Testni dirkač | Testni dirkač | Testni dirkač | Testni dirkač |
| 2005   | Formula 1                | McLaren               | 1             | 0             | 0             | 4             | 20.           |
| 2006   | Formula 1                | McLaren               | 8             | 0             | 0             | 19            | 11.           |
| 2007   | Formula 1                | McLaren               | Testni dirkač | Testni dirkač | Testni dirkač | Testni dirkač | Testni dirkač |
| 2010   | Formula 1                | Sauber                | 14            | 0             | 0             | 6             | 17.           |
| 2011   | Formula 1                | Sauber                | 1             | 0             | 0             | 0             | 20.           |
| 2012   | Formula 1                | HRT F1                | 20            | 0             | 0             | 0             | 25.           |

### Formula 1
(legenda) (odebeljene dirke pomenijo najboljši štartni položaj, poševne pa najhitrejši krog, †-uvrščen kljub odstopu)
| Leto | Moštvo                | Šasija         | Motor                    | 1       | 2       | 3       | 4       | 5       | 6       | 7       | 8       | 9       | 10      | 11     | 12      | 13      | 14      | 15      | 16      | 17      | 18     | 19     | 20     | Prv | Toč |
| ---- | --------------------- | -------------- | ------------------------ | ------- | ------- | ------- | ------- | ------- | ------- | ------- | ------- | ------- | ------- | ------ | ------- | ------- | ------- | ------- | ------- | ------- | ------ | ------ | ------ | --- | --- |
| 1999 | Repsol Arrows         | Arrows A20     | Arrows T2-F1 3.0 V10     | AVS 6   | BRA Ret | SMR Ret | MON Ret | ŠPA 11  | KAN Ret | FRA 11  | VB Ret  | AVT Ret | NEM Ret | MAD 15 | BEL Ret | ITA Ret | EU Ret  | MAL Ret | JAP 13  |         |        |        |        | 18. | 1   |
| 2000 | Arrows F1 Team        | Arrows A21     | Supertec FB02 3.0 V10    | AVS Ret | BRA 8   | SMR Ret | VB Ret  | ŠPA Ret | EU 6    | MON Ret | KAN Ret | FRA Ret | AVT Ret | NEM 6  | MAD 16  | BEL 16  | ITA Ret | ZDA Ret | JAP 12  | MAL Ret |        |        |        | 16. | 2   |
| 2001 | Jaguar Racing         | Jaguar R2      | Cosworth CR-3 3.0 V10    | AVS     | MAL     | BRA     | SMR     | ŠPA Ret | AVT Ret | MON Ret | KAN 6   | EU 8    | FRA 14  | VB 12  | NEM Ret | MAD 11  | BEL Ret | ITA 5   | ZDA 12  | JAP Ret |        |        |        | 16. | 3   |
| 2002 | Jaguar Racing         | Jaguar R3      | Cosworth CR-3 3.0 V10    | AVS 8   | MAL 10  | BRA 8   | SMR Ret | ŠPA Ret | AVT Ret | MON 10  | KAN Ret | EU 11   |         |        |         |         |         |         |         |         |        |        |        | 21. | 0   |
| 2002 | Jaguar Racing         | Jaguar R3B     | Cosworth CR-4 3.0 V10    |         |         |         |         |         |         |         |         |         | VB 11   | FRA 9  | NEM Ret | MAD 13  | BEL Ret | ITA Ret | ZDA Ret | JAP Ret |        |        |        | 21. | 0   |
| 2005 | West McLaren Mercedes | McLaren MP4-20 | Mercedes FO 110R 3.0 V10 | AVS TD  | MAL TD  | BAH 5   | SMR TD  | ŠPA TD  | MON     | EU      | KAN TD  | ZDA TD  | FRA TD  | VB TD  | NEM     | MAD     | TUR TD  | ITA TD  | BEL     | BRA     | JAP TD | KIT TD |        | 20. | 4   |
| 2006 | Team McLaren Mercedes | McLaren MP4-21 | Mercedes FO 108S 2.4 V8  | BAH     | MAL     | AVS     | SMR     | EU      | ŠPA     | MON     | VB      | KAN     | ZDA     | FRA 7  | NEM Ret | MAD 2   | TUR 5   | ITA Ret | KIT 5   | JAP 11  | BRA 8  |        |        | 11. | 19  |
| 2010 | BMW Sauber F1 Team    | Sauber C29     | Ferrari 056 2.4 V8       | BAH Ret | AVS 12  | MAL DNS | KIT Ret | ŠPA Ret | MON Ret | TUR 11  | KAN Ret | EU 12   | VB Ret  | NEM 14 | MAD 7   | BEL 11  | ITA 14  | SIN     | JAP     | KOR     | BRA    | ABU    |        | 17. | 6   |
| 2011 | Sauber F1 Team        | Sauber C30     | Ferrari 056 2.4 V8       | AVS     | MAL     | KIT     | TUR     | ŠPA     | MON     | KAN 12  | EU      | VB      | NEM     | MAD    | BEL     | ITA     | SIN     | JAP     | KOR     | IND     | ABU    | BRA    |        | 20. | 0   |
| 2012 | HRT F1 Team           | HRT F112       | Cosworth CA2012 V8       | AVS DNQ | MAL 21  | KIT 21  | BAH 20  | ŠPA 19  | MON Ret | KAN Ret | EU 17   | VB 20   | NEM 21  | MAD 22 | BEL 18  | ITA 18  | SIN 17  | JAP 18  | KOR Ret | IND Ret | ABU 17 | ZDA 21 | BRA 17 | 25. | 0   |